# Ε̮
Cette page contient des caractères spéciaux ou non latins. S’ils s’affichent mal (▯, ?, etc.), consultez la page d’aide Unicode.
Le epsilon brève souscrite, ε̮, est une lettre grecque additionnelle utilisée dans l’écriture de dialecte du grec moderne.

## Utilisation
Nikolas Kontosopoulos et d’autres auteurs utilisent l’epsilon brève souscrite ‹ ε̮ › pour représenter une semi-voyelle [e̯],.

## Représentations informatiques
L’epsilon brève souscrite peut être représente avec les caractères Unicode suivants (grec et copte, diacritiques):
| formes    | représentations | chaînes de caractères | points de code | descriptions                                                 |
| --------- | --------------- | --------------------- | -------------- | ------------------------------------------------------------ |
| capitale  | Ε̮               | Ε◌̮                    | U+0395 U+032E  | lettre majuscule grecque epsilon diacritique brève souscrite |
| minuscule | ε̮               | ε◌̮                    | U+03B5 U+032E  | lettre minuscule grecque epsilon diacritique brève souscrite |